# James Jones
James Jones, född 6 november 1921 i Robinson, Illinois, död 9 maj 1977 i Southampton, New York, var en amerikansk författare.

## Biografi
Jones tog värvning i den amerikanska armén år 1939. Han tjänstgjorde först på Hawaii och deltog senare i strid på Guadalcanal. Hans personliga erfarenheter från denna tid utgör grunden till hans författarskap. Han debuterade 1951 med romanen From Here to Eternity (Härifrån till evigheten, 1954). Boken skildrar en grupp amerikanska soldater på Hawaii före och i samband med attacken mot Pearl Harbor. Romanen filmatiserades 1953 av Fred Zinnemann. From Here to Eternity var första delen på en trilogi, de följande delarna i trilogin var The Thin Red Line, 1962 (Den tunna röda linjen, 1964) som skildrar striderna på ön Guadalcanal från ett skyttekompanis perspektiv och Whistle 1978. Det sistnämnda verket färdigställdes av Willie Morris efter detaljerade anvisningar från Jones som var dödssjuk och visste att han inte själv skulle kunna slutföra boken.
Efter andra världskriget bodde han i New York, Florida och mellan åren 1958 och 1974 i Paris.